# Antunovac (Lipik)
Antunovac falu Horvátországban Pozsega-Szlavónia megyében. Közigazgatásilag Lipikhez tartozik.

## Fekvése
Pozsegától légvonalban 56, közúton 71 km-re északnyugatra, községközpontjától légvonalban 17, közúton 22 km-re északnyugatra, Nyugat-Szlavóniában, a Stubljavica-patak partján fekszik. Északról Duhovi, keletről, Gaj, délről Poljana, nyugatról Marino Selo falvak határolják.

## Története
A település területén talált legrégibb régészeti lelet egy lapos vas nyílhegy, melyen még a rögzítéséhez szükséges tüskék is megmaradtak. Korát és pontos lelőhelyét nem sikerült meghatározni. L. Brozović 1953-ban ajándékozta a zágrábi régészeti múzeumnak. A település 19. század első felében telekosztással keletkezett a Jankovich család birtokán a pakráci uradalom területén. Első lakói a Jankovichok által az uradalomba betelepített németek, szlovákok és magyarok voltak. A második katonai felmérés térképén „Dorf Antonovac” néven találjuk. 1869-ben 800, 1910-ben 1397 lakosa volt. 1910-ben a népszámlálás adatai szerint lakosságának 46%-a német, 32%-a szlovák, 9%-a magyar anyanyelvű volt. Pozsega vármegye Daruvári járásának része volt. Az első világháború után 1918-ban az új szerb-horvát-szlovén állam, majd később (1929-ben) Jugoszlávia része lett. 1991-ben lakosságának 59%-a horvát, 15%-a szerb, 8%-a szlovák nemzetiségű volt. 2011-ben 363 lakosa volt.

## Lakossága
| Lakosság változása | Lakosság változása | Lakosság változása | Lakosság változása | Lakosság változása | Lakosság változása | Lakosság változása | Lakosság változása | Lakosság változása | Lakosság változása | Lakosság változása | Lakosság változása | Lakosság változása | Lakosság változása | Lakosság változása | Lakosság változása |
| ------------------ | ------------------ | ------------------ | ------------------ | ------------------ | ------------------ | ------------------ | ------------------ | ------------------ | ------------------ | ------------------ | ------------------ | ------------------ | ------------------ | ------------------ | ------------------ |
| 1857               | 1869               | 1880               | 1890               | 1900               | 1910               | 1921               | 1931               | 1948               | 1953               | 1961               | 1971               | 1981               | 1991               | 2001               | 2011               |
| 0                  | 800                | 839                | 1.410              | 1.249              | 1.397              | 1.310              | 1.235              | 1.112              | 1.564              | 1.016              | 805                | 620                | 512                | 422                | 363                |

(1880-ig településrészként.)

## Nevezetességei
- Jézus Szentséges Szíve tiszteletére szentelt római katolikus plébániatemploma 1914-ben épült. A főoltár Jézus szíve képe Ivan Tišov festőművész alkotása. Orgonája hat regiszteres, egy manuálos, pedálos szerkezet, 1937-ben építette Milan Majdak mester.

- Páduai Szent Antal tiszteletére szentelt kis kápolnája a 20. század elején épült. Nemrég újították fel.

- Evangélikus temploma a 19. század végén épült. Mivel a második világháború előtt Antunovac lakosságának többségét németek és szlovákok alkották a templom mellett német nyelvű elemi iskola is működött. Belsejét nemrég újították meg. Ma mintegy 70 evangélikus hívő él a faluban.

## Egyesületek
Önkéntes tűzoltóegyletét 1927-ben alapították.